# Шебунин, Алексей Фёдорович
Алексей Фёдорович Шебунин (1867—1937) — русский дипломат; действительный статский советник.

## Биография
Родился 17 декабря 1867 года[по какому календарю?] в Кронштадте в очень богатой семье; его отец был владельцем пароходного общества.
Учился на факультете восточных языков Санкт-Петербургского университета, затем поступил в учебный отдел Восточных языков при 1-м департаменте Министерства иностранных дел.
Был секретарём генерального консульства в Каире (Египет), затем — генеральным консулом на острове Крит и в Константинополе (Турция). Во время Первой мировой войны был командирован с секретной миссией в Салоники (Греция). Служил также в российских посольствах в Риме и Париже.
В эмиграции жил во Франции, в Париже — начальник канцелярии бывшего министра иностранных дел С. Д. Сазонова, затем М. Н. Гирса. После переезда на юг Франции, с 1929 года состоял членом ревизионной комиссии Братства Святой Анастасии Узорешительницы в Ментоне.
Скончался в Ницце 31 января 1937 года и был похоронен на кладбище Кокад.
Им было напечатано описание: «Куфический коран С.-Петербургской публичной библиотеки» (Санкт-Петербург : тип. Имп. Акад. наук, 1891. — 65 с., 5 л. ил.), а позже издал: «Куфический коран Хедивской библиотеки в Каире» (Санкт-Петербург : тип. Имп. Акад. наук, 1902. — [2], 119—154 с., 2 л. табл.).

## Семья
Был женат на дочери востоковеда Василия Дмитриевича Смирнова, Нине Васильевне. Их дети: Фёдор (1892—?) и Татьяна (1894—?).
Когда А. Ф. Шебунин служил в Каире, его супругой увлёкся первый секретарь посольства Андрей Николаевич Щеглов. Их встреча спустя 10 лет, в 1906 году в Петербурге, вызвала взаимную любовь; состоялась дуэль Шебунина и Щеглова, который был ранен в ключицу. Нина Васильевна с помощью своего дяди, присяжного поверенного В. Е. Головина, за три месяца смогла оформить развод.
Уже в эмиграции А. Ф. Шебунин женился на Марии Михайловне Лобко, дочери Михаила Герасимовича Веселаго и  вдовы Павла Львовича Лобко, с которой был давно знаком. После своего развода Шебунин, убывая за границу на новое место службы, оставил у неё свою дочь Татьяну, которая после окончания Таганцевской гимназии приехала к отцу в Константинополь, где познакомилась со своим женихом, секретарём посольства, В. Ф. Минорским. В церкви при Государственном контроле в Петербурге 29 сентября 1913 года состоялось венчание Владимира Фёдоровича Минорского и Татьяны Алексеевны Шебуниной; поручители по женихе: статский советник Аркадий Александрович Орлов, надворный советник Борис Всеволодович Миллер и коллежский советник Сергей Владимирович Тухолка; по невесте: крестьянин села Едров Едровской волости Валдайского уезда Новгородской губернии Александр Степанович Гадолин и Гвардейского экипажа лейтенант Никита Фёдорович Пешков.